# Disciplina congregacional de los testigos de Jehová

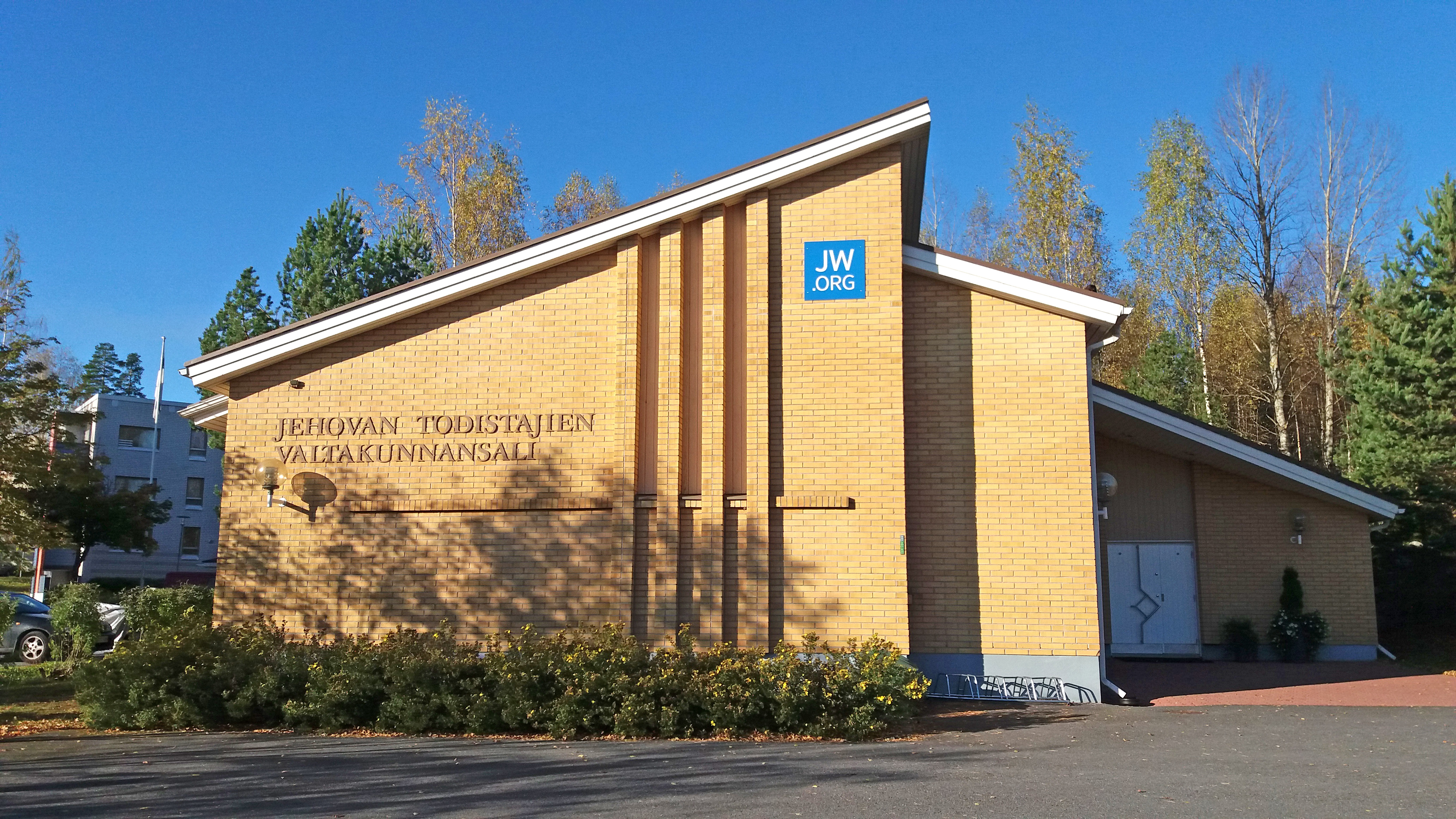
Salón del reino de los Testigos de Jehová en Kuopio, Finlandia.

La disciplina congregacional de los Testigos de Jehová es un conjunto de mecanismos formales de control utilizados dentro de su práctica organizacional. Estos mecanismos operan a diferentes niveles y están administrados por los ancianos de la congregación. Su objetivo es regular la conducta de sus asociados, miembros 'bautizados' y 'precursores' —los así llamados especialmente por una carga mayor de tiempo realizando proselitismo—, con base en su cuerpo de doctrinas y reglamentos fundamentados en sus principios ideológicos y escatológicos. Cualquier miembro que se involucre en una conducta que se considere "inapropiada" puede ser aconsejado o reprendido en privado por los ancianos, y las responsabilidades y mandatos en ejercicio dentro de la congregación pueden ser retenidas o restringidas. Los mecanismos de disciplina congregacional están detallados y descritos en el libro Pastoreen el rebaño de Dios-manual utilizado por los ancianos- así como en otras publicaciones como la edición de estudio de La Atalaya, el libro enciclopédico Perspicacia para comprender las escrituras y otros libros de estudio utilizados en sus actividades religiosas.

Sala de reuniones habitualmente utilizada para los juicios canónicos y procedimientos de disciplina congregacional ejercida entre tres ancianos de congregación y un miembro. Recreación con base en imágenes de archivo.

Las audiencias privadas y procesos de juicio canónico que involucran "pecados graves" son realizadas por los llamados comités judiciales, en los que un tribunal de ancianos determina la culpabilidad y el eventual arrepentimiento. Se puede hacer cumplir una variedad de mecanismos de sanción y control interno, desde la reprensión y la restricción de los deberes y responsabilidades de la congregación hasta la excomunión, conocida como expulsión, que a diferencia del proceder existente en otras denominaciones cristianas incluye la "muerte social" (o Shunning) del sancionado por parte del grupo familiar y de todos los miembros de la congregación. Las personas expulsadas pueden ser reincorporadas después de un período prolongado si se considera de forma tangible que demuestran arrepentimiento. 
La práctica de la expulsión, en particular, el rechazo y "muerte social" por parte de los miembros de la familia y miembros bautizados de los testigos de Jehová, ha sido criticada por exasociados, víctimas de abuso eclesiástico, teólogos de diversas corrientes cristianas, organizaciones de derechos humanos, activistas feministas, activistas LGBTIQ+, y diversos sectores de la sociedad no vinculados con la organización, así como diversas comisiones nacionales sobre abuso eclesiástico como las desarrolladas en Japón desde 2022 a la actualidad y Australia en 2015, en atención a situaciones graves y externalidades negativas documentadas tales como el encubrimiento sistemático a abusos sexuales al interior de la organización, la alta prevalencia de mujeres, niños, niñas, adolescentes y jóvenes en situación de calle procedentes de familias asociadas a los testigos de Jehová, la alta prevalencia de suicidios y enfermedades mentales en miembros y exmiembros de la organización, las diversas vulneraciones en contra de mujeres, personas con discapacidad, niños, niñas y adolescentes, las diversas vulneraciones al derecho a la vida privada garantizados en legislaciones vigentes y tratados y convenciones internacionales, la inclusión de prácticas pseudocientíficas como las terapias de reorientación sexual en el contexto de los procedimientos disciplinarios de asesoramiento y reprensión,[cita requerida] entre otras situaciones y vulneraciones graves, muchas de ellas, actualmente en litigio. Otras vertientes críticas con dichas prácticas incluyen además el autoritarismo y el rol de las teorías de la conspiración en la escatología y prácticas internas de disciplina interna de la organización, y cuestionamientos a las bases teológicas y escatológicas en que se basan y sustentan dichas doctrinas. 

## Asesoramientoy orientación

### Asesoramiento personal
Los ancianos de la congregación pueden en primera instancia ofrecer consejo y orientación en entornos protegidos a modo de penitencia canónica, con la oportunidad de que el miembro sumariado confiese sus malas acciones. Si no se acepta el consejo, se pueden retener o restringir las responsabilidades del sumariado dentro de la congregación, y los ancianos conforme a sus atribuciones pueden presentar un discurso a la congregación sobre el tipo de comportamiento y la situación por la cual fue sancionado, sin nombrar ni mencionar explícitamente a la persona sumariada. Esto tiene la intención de alertar y disuadir a otros miembros que ya están al tanto de la conducta del individuo para limitar y minimizar cualquier tipo de interacción social con esa persona.
Se puede brindar asesoramiento en situaciones que involucren acciones que se consideren inapropiadas pero que por su naturaleza no se consideren de suficiente gravedad para necesitar un comité judicial. El consejo puede ser proporcionado por un miembro bautizado de mayor edad y experiencia, además de acciones de intervención para asegurar la autodisciplina y la disciplina familiar. Los ancianos también pueden -en razón de la evolución de los hechos- dar recomendaciones o advertencias a los miembros en situaciones no judiciales.

### Llamadas y visitas de pastoreo
Las "visitas de pastoreo" personales están destinadas a alentar a los miembros de la congregación, aunque también pueden incluir consejo y corrección, en ese momento o en una visita posterior.   Dos ancianos (o un anciano y un siervo ministerial) pueden programar y realizar una visita de pastoreo en particular por su cuenta o bajo la dirección del cuerpo de ancianos. 

### Privilegios de servicio limitadosoPrivilegios de servicio temporalesbajo un mandato y plazo fijado por la congregación
Un testigo de Jehová activo en el ejercicio del precursorado puede tener sus "privilegios de servicio" congregacionales limitados y/o en su defecto ejercer sus "privilegios de servicio" bajo un mandato temporal fijado por los superiores de la congregación, aún cuando no haya cometido un pecado grave.  Si bien los Testigos a veces atribuyen el concepto "privilegios de servicio" a las labores de evangelización presencial, las labores de limpieza después de la reunión y otras responsabilidades, el término "privilegios de servicio" a menudo implica una gama específica de asignaciones -durante un mandato y plazo fijado por sus superiores- para ayudar a los ancianos y siervos ministeriales en reuniones, actos públicos de la congregación y otras responsabilidades.[cita requerida]Estas limitaciones suelen ser temporales. 
Los ancianos, siervos ministeriales, precursores u otros Testigos designados pueden perder la vigencia de sus "privilegios especiales de servicio" de acuerdo a las necesidades de la congregación, a instrucciones de la superintendencia de circuito, a instrucciones de la sucursal local, por razones de salud, o por situaciones de carácter personal o familiar que se consideran causas de fuerza mayor. Por ejemplo, un anciano puede ser destituido o optar por retirarse voluntariamente de su cargo si los miembros de su hogar  -a juicio personal del anciano o a juicio de la coordinación de su congregación y circuito territorial- no están en "buena reputación".  Después de la renuncia o remoción de un puesto designado, se hace un anuncio durante la Reunión de Servicio de la congregación que indica que la persona "ya no presta servicios (en esa responsabilidad y/o capacidad)", sin más detalles. 

### Recomendaciones o asignaciones retenidas
El cuerpo de ancianos puede a veces retener su recomendación para que un miembro sirva en una nueva posición de responsabilidad, aunque aún permita las responsabilidades existentes. 

### Calificación
Los miembros que persisten en un proceder que se considera erróneo en las Escrituras después de reiterados consejos de los ancianos, pero que no son considerados culpables de algo por lo que podrían ser expulsados, pueden ser "marcados", según la interpretación de los testigos de Jehová de 2 tesalonicenses 3: – (TNM): "14 Pero si alguno no es obediente a nuestra palabra por medio de esta carta, manténgalo marcado y deje de asociarse con él, para que se avergüence. 15 Y, sin embargo, no lo consideren un enemigo., pero continúa amonestándolo como a un hermano".  Las acciones por las cuales un individuo puede ser "marcado" y censurado por la congregación y circuito incluyen tener una relación sentimental con alguien que no es miembro,  tener citas cuando no está "bíblicamente" o legalmente libre para casarse, ser perezoso, crítico o sucio, entrometerse, aprovecharse materialmente de otros o entregarse a entretenimiento considerado como "inadecuado" (incluyendo actividades consideradas como "ludopatía"). El "marcado" se indica por medio de un discurso de advertencia dado a la congregación —a veces incluido dentro del discurso bíblico inicial de la reunión de entre semana, otras veces, incluido dentro de la sección "necesidades de la congregación" de la reunión de entre semana— que describe la situación vergonzosa detectada por el comité sin nombrar explícitamente a ningún individuo en particular. Los miembros que por deducción saben de quién habrían sido la responsabilidad de las acciones que se están discutiendo pueden entonces considerar al individuo como "marcado". Aunque no se evitan, los individuos "marcados" suelen ser vistos como "malas compañías" y la interacción social fuera de los entornos formales de adoración generalmente se restringe.  Esta acción tiene la intención de "avergonzar" a la persona para que siga un curso de acción particular. 
Una reinterpretación de la doctrina introducida en el año 2024, señala que cualquier acción de "marcado" queda a criterio de los miembros de congregación, y que dependiendo de la situación, previo a cualquier discurso de advertencia o resolución comunicada en el marco de las necesidades de la congregación, las acciones de "marcado" y censura pueden ser ejercidas de forma individual -a modo de ghosting- o por resolución colectiva e informal de los publicadores de la congregación.

### Necesidades locales
En las convenciones y asambleas, y aproximadamente una vez al mes en una reunión de entre semana, se presenta una breve charla sobre las "necesidades de la congregación". Un anciano aborda asuntos que son relevantes para la congregación local, con instrucciones que describen el curso de acción que se considera apropiado. No se identifican ni se citan la identidad de personas específicas durante la charla, pero la charla puede estar relacionada con un asunto por el cual un miembro de la congregación o circuito ha sido "reprobado" recientemente. A veces, se puede anunciar alguna política temporal que podría verse como una resolución disciplinaria sobre el asunto en cuestión; por ejemplo, puede ser que se asigne un asistente adicional fuera de un Salón del Reino para disuadir a los niños de correr por la acera. 

## Causales consideradas comopecado gravepor el comité judicial
El órgano administrativo de los testigos de Jehová considera que muchas acciones  son "pecados graves", por lo que los testigos bautizados —y muy especialmente, los superintendentes, ancianos y precursores— están finalmente sujetos a una audiencia del comité judicial. Tales acciones según lo que señalan en sus manuales de procedimiento incluyen:
- El ejercicio libre de los derechos reproductivos por parte de bautizadas en el caso de embarazo no deseado o embarazo considerado como "clínicamente inviable" por razones clínicas o por representar un serio peligro para la salud ya sea por un cuadro ectópico o por un aborto espontáneo[19]
- Relacionarse o tener algún tipo de contacto con exasociados o "expulsados" sin vínculo sanguíneo
- Relacionarse o tener algún tipo de contacto con exasociados o "expulsados" de vínculo sanguíneo, menos los indispensables de un mínimo formal (tales como las mínimas relaciones requeridas para gestionar familiarmente entierros, situaciones graves en hospital, etc.)
- Asociación espiritual u realizar actividades de carácter espiritual con excomulgados con vínculo sanguíneo o familiar directo
- Criticar una decisión u resolución de un "comité judicial"
- Trabajar como empleado o en cargos de carácter ejecutivo en el ámbito seglar en rubros o empresas donde a criterio de los ancianos de la congregación y/o de la sucursal existe un explícito apoyo a actividades u acciones contrarias al pensamiento ideológico de los Testigos de Jehová[20]
- Apostasía por discrepancias con las doctrinas de los testigos de Jehová
- Apostasía por prácticas esotéricas como la astrología o la hipnósis u prácticas de espiritismo
- Adulterio[21][22]
- Tener relaciones sentimentales y/o sexuales consentidas de carácter homosexual, bisexual u pansexual[21][22]
- Tener relaciones sentimentales y/o sexuales consentidos de carácter polígamo[21][22]
- Relaciones sexuales a través del sexo anal u oral (incluye otras prácticas como el pegging, el bukkake, el Anilingus, entre otros), independiente si esta ha sido o no consentida entre las partes o si esta se da formalmente en el contexto de una relación íntima consensuada entre personas bautizadas formalmente casadas[21][22]
- Celebrar cumpleaños u otras celebraciones consideradas como paganas o prohibidas
- Haberse sometido a transfusiones de sangre, incluso si esta fue realizada por razones clínicas o dada la inexistencia de tecnología para la realización de procedimientos sin sangre
- Prácticar boxeo o cualquier tipo de arte marcial[23][24][25][26][27][28] [cita requerida]
- Tener una relación sentimental con otra persona sin tener la plena autorización u consentimiento del grupo famiiar
- Cibersexo o relaciones sentimentales de carácter consentido que se dan por plataformas digitales[21][22]
- Consumo y abuso de drogas
- Consumo y abuso de estupefacientes
- Consumo en exceso y abuso de bebidas alcohólicas
- Extorsión
- Adicción al sexo, incluyendo acciones como la fornicación, el incesto, la zoofilia, el cruising o sexo casual, prácticas sexuales extremas como el BDSM, la adicción y consumo de pornografía en todas sus formas, el Chemsex, entre otras.[21][22]
- Ludopatía
- Participar en actividades subversivas y delictivas en contra de la autoridad o del gobierno en funciones[20] como los hechos ocurridos en el contexto de la crisis política de 2019 en Chile, o los hechos ocurridos en Francia durante los disturbios de 2005.
- Participar públicamente en campañas electorales y mítines políticos, financiar campañas electorales, utilizar los salones del reino para el desarrollo de campañas electorales, utilizar y malversar recursos de la congregación y del circuito para financiar campañas electorales y/o hacer activismo político en redes sociales y otras plataformas públicas en vísperas de elecciones libres (la organización considera que dado que formalmente es una iglesia neutral en materias políticas, sus miembros bautizados deben mantener una estricta neutralidad política y probidad en el ejercicio del ministerio)[20]
- Participar en mítines políticos contrarios a la ideología y escatología de la organización[20] como el caso del mitin y concierto en Moscú de 2023 en el contexto del conflicto armado entre Rusia y Ucrania, o el caso de los actos en el contexto del Día Internacional de los Trabajadores.
- En algunos circuitos y sucursales, votar en elecciones libres (dogma actualmente en desuso, aunque aún habitual en países donde legalmente existe voto y sufragio voluntario y donde está legalmente autorizada el derecho a abstención en atención al ejercicio del ministerio pastoral y de cargos de carácter eclesiástico. No obstante, en la doctrina actual de la organización, votar en elecciones libres es decisión personal y confidencial de cada bautizado,[29] y por lo tanto, no constituye en una obstrucción a sus deberes como bautizado.[30])
- Participar del servicio militar obligatorio
- Aseo personal deficiente y presentación personal inadecuada en el contexto de las actividades de la organización (a criterio de los ancianos de la congregación y/o del superintendente de circuito).
- Negarse a colaborar o ejercer la patria protestad (esto incluye además el negarse a pagar la pensión de alimentos)
- El tabaquismo ya sea por medio de cigarrillos, de snus o de vaporizadores
- Participar en actividades ecuménicas (ya que consideran al ecumenismo como una forma de paganismo)
- Usar lenguaje ofensivo o lenguaje denigrante en el contexto del quehacer familiar o de actividades de la organización
- Malversar los fondos y recursos de la organización y los recursos financieros destinados a la administración de la congregación y/o circuito
- Difamar a una persona de la congregación o del grupo familiar
- Abusar sexualmente de niños, niñas y adolescentes (incluye además los delitos de pornografía infantil y la utilización de los recursos de la congregación para tales delitos)[21][22]
- El asesinato y otras conductas criminales como el narcotráfico, la explotación de personas, el sicariato, la prostitución, entre otros.
- Cualquier acto de extorsión y abuso de poder a terceros por parte de ancianos, superintendentes y precursores en ejercicio que incluya relaciones sexuales no consentidas u favores y acciones de peculado y otorgamiento ilícito de "privilegios de servicio" a cambio de relaciones sexuales (se considera una forma de fornicación y de alta traición)[21][22]
- Otros pecados graves considerados en su propio libro del anciano, "Pastoreen el rebaño de dios" (y justificados algunos por medio de textos de la biblia, en especial, de las escrituras hebreas)

### Situaciones sujetas a procedimientos de juicio canónico por parte del Comité Judicial
Si se considera que un Testigo bautizado activo ha cometido un "pecado grave" por el cual el individuo debe demostrar un arrepentimiento formal, el cuerpo de ancianos de la congregación administra la corrección (o "disciplina"). Tales situaciones generalmente involucran un "comité judicial" de tres o más ancianos. El abogado puede escalar a la excomunión, conocida como expulsión, que incluye el rechazo de la congregación. Las personas expulsadas pueden ser reincorporadas después de un período prolongado si se considera que demuestran arrepentimiento.
Una persona también puede ser expulsada por promover actividades que se consideran "pecados graves" sin participar realmente en la práctica, o por aceptar un empleo relacionado (por ejemplo, vender billetes de lotería, armas de fuego o cigarrillos; trabajar en una clínica de abortos, iglesia o base militar).
Si un Testigo bautizado enseña en contra de las doctrinas de los Testigos, se considera apostasía y es motivo de expulsión. Una carta de 1981 a los supervisores, reproducida en un libro por el exmiembro del Cuerpo Gobernante Raymond Franz, indicó que un miembro que "persiste en creer en otra doctrina", incluso sin promover tales creencias, también puede estar sujeto a expulsión. Los ancianos generalmente tratan de razonar con el individuo antes de que se tome tal acción.  Si una persona cree que una enseñanza debe ajustarse o cambiarse, se le anima a "ser paciente y esperar en Jehová el cambio".  La Atalaya del 15 de julio de 2011 afirma que "los apóstatas son 'enfermos mentales' y buscan infectar a otros con sus enseñanzas desleales" y "evitar el contacto con ellos". Diversas publicaciones de la organización, así como varios asociados y exasociados han declarado que esto se aplica a todas las personas que dejan la organización.

### Regla de los dos testigos y otros procedimientos administrativos de juicio canónico
La evidencia de acciones que pueden resultar en disciplina congregacional se obtiene por confesión voluntaria a los ancianos o por testigos de la violación. Se requiere un mínimo de dos testigos para establecer la culpabilidad, según su interpretación de Deuteronomio 17:6 y Mateo 18:16, a menos que la persona confiese voluntariamente. Se instruye a los miembros para que informen los pecados graves cometidos por otros miembros.  El no reportar un pecado serio de otro miembro es visto como compartir los pecados de otros, un pecado ante Dios. Se instruye a los testigos que las promesas de confidencialidad pueden romperse para informar lo que ellos creen que son transgresiones. 
El cuerpo de ancianos de una congregación considera confesiones o acusaciones creíbles de pecado grave y decide si se formará un comité judicial para abordar el asunto.  Un comité judicial, que generalmente consta de tres ancianos, investiga más a fondo los detalles del presunto pecado. El comité organiza una audiencia judicial formal para determinar las circunstancias del pecado, si el acusado está arrepentido y si se tomarán medidas disciplinarias.   
En ciertas situaciones, un cuerpo de ancianos puede manejar una situación que involucre un "pecado grave" por parte de un Testigo bautizado sin un comité judicial:
- Menor o recién bautizado: un Testigo menor o recién bautizado puede cometer uno o dos actos de "pecado grave" relacionados con el tabaco o el exceso de alcohol. Aun así, pueden imponerse repercusiones como para situaciones 'no judiciales' .
- Arrepentimiento: el cuerpo de ancianos puede creer que el arrepentimiento del pecador ha sido establecido y aceptado. Por ejemplo, si un miembro cometió un "pecado grave" hace varios años, se había arrepentido formalmente en oración y el pecado no involucró intrigas.  Se desaconseja enfáticamente a los testigos que esperen años para resolver tales asuntos;  incluso si han pasado décadas desde la fecha en que ocurrió el pecado grave, es típico que se forme un comité judicial, y todavía puede haber repercusiones como en situaciones 'no judiciales'.
- Suspensión judicial: los ancianos pueden darse cuenta de un "pecado grave" cometido por un Testigo bautizado que ha estado inactivo durante algún tiempo y no es percibido como un testigo de Jehová. Si el presunto pecador no se está asociando con Testigos activos, los ancianos pueden posponer indefinidamente un comité judicial y una audiencia formal a menos y hasta que el individuo renueve su asociación con la congregación.

### Comité Judicial
Cualquier persona bautizada que confiesa o es acusada de un pecado grave es formalmente citada a asistir a una reunión del comité judicial. Se le permite al individuo traer testigos que puedan hablar en su defensa; no se permiten observadores, y la audiencia se lleva a cabo en privado, incluso si la persona acusada solicita que se escuche abiertamente para que todos puedan presenciar la evidencia. Los dispositivos de grabación no están permitidos en la audiencia. Si el acusado no asiste repetidamente a una audiencia concertada, el comité procederá pero no tomará una decisión hasta que se consideren las pruebas y el testimonio de los testigos.
El comité asume el papel de fiscal, juez y jurado al manejar sus casos. Después de que se abre la audiencia con una oración, se invita al acusado a hacer una declaración personal. Si no se admite la culpabilidad, se informa a la persona de la fuente de los cargos y se presentan testigos de uno en uno para que presten declaración. Los testigos no permanecen presentes durante toda la audiencia. Una vez presentada toda la evidencia, el acusado y todos los testigos son despedidos y el comité revisa la evidencia y la actitud del acusado.
El comité puede determinar que no hubo "pecado grave" o que las circunstancias atenuantes absuelven al acusado. El comité en razón a los antecedentes puede entonces proceder con disciplina tal como se describe para situaciones 'no judiciales'.  Alternativamente, el comité puede decidir que se cometió un pecado grave, en cuyo caso, el comité da advertencias verbales y mide la actitud y el arrepentimiento del individuo. Luego, el comité decide si la disciplina implicará una reprobación formal o la expulsión.

### Reprensión
La reprensión involucra acciones por las cuales una persona podría ser expulsada, y se dice que es un esfuerzo para 'llegar al corazón' y convencer a una persona de la necesidad de odiar las acciones sancionadas   y arrepentirse.  La reprensión se considera suficiente si el individuo se considera arrepentido.  La reprensión se da ante todos los que son conscientes de la transgresión. Si la conducta es conocida únicamente por el individuo y el comité judicial, la reprimenda se da en privado. Si el pecado es conocido por un pequeño número, serían invitados por los ancianos, y se daría reprensión ante el pecador y aquellos con conocimiento del pecado. Si la acción es conocida en general por toda la congregación o la comunidad en general, se anuncia en la reunión de entre semana que la persona "ha sido reprendida".  Se puede dar una charla relacionada con las necesidades locales, por separado del anuncio, sin nombrar a nadie.
En todos los casos de reprensión, se imponen restricciones, típicamente prohibiendo que el individuo participe en partes de la reunión, comente durante las reuniones y ore en grupo. Un afiliado reprobado por la organización, no puede inscribirse formalmente como precursor o precursor auxiliar durante al menos un año después de recibir la reprobación.  

### Expulsión yMuerte Socialdel sancionado
Se espera que todos los miembros cumplan con las creencias y normas morales de los testigos de Jehová.  Las violaciones graves de estos requisitos -en el caso de desacatar cualquier advertencia formal- pueden resultar consecuentemente en la expulsión (similar a la excomunión ) y el posterior rechazo social del grupo familiar y de los demás miembros de la congregación si no se considera arrepentido. Cuando un comité judicial decide que un Testigo bautizado ha cometido un pecado grave y no se arrepiente, la persona es expulsada, y por lo tanto, desafiliada de la organización. Una persona que crea que se ha cometido un error grave de juicio puede apelar la decisión. Las solicitudes de apelación deben presentarse por escrito y dentro de los siete días siguientes a la decisión del comité judicial. En ese momento, el comité judicial de la congregación recurre a otros ancianos locales o ancianos de congregaciones cercanas.  Su política de rechazo se basa en su interpretación de escrituras como 1 Corintios 5:11–13; Mateo 18:15–17; y 2 Juan 9–11.  La literatura de la organización afirma que evitar la interacción con ex adherentes expulsados ayuda a: 
- evitar reproches sobre el nombre y la organización de Dios indicando que no se toleran las violaciones de las normas bíblicas en sus rangos;
- mantener la congregación libre de posibles influencias corrosivas; y
- convencer al individuo expulsado de revaluar su curso de acción, arrepentirse y volver a unirse al grupo.

Otros textos y publicaciones de los testigos de Jehová -a modo de gaslightning - señalan que la "muerte social" es "un acto de amor y de generosidad".
La "muerte social" también se practica cuando un miembro renuncia formalmente a la membresía o se considera que sus acciones indican una eventual distancia con la organización, como aceptar una transfusión de sangre o asociarse con otra religión  u organización civil o militar. Se dice que tales individuos se han desvinculado, y la Sociedad Watch Tower los describe como "personas sin ley". 
Cuando una persona es expulsada o se considera que se ha desvinculado, se hace un anuncio en la próxima reunión de mitad de semana de que la persona nombrada "ya no es testigo de Jehová" (también formulado como "ya no es miembro de la congregación" o "(...) ha sido sacado de la congregación", según una reinterpretación de la doctrina introducida a fines de 2024). A los miembros de la congregación no se les informa si una persona está siendo rechazada debido a "expulsión" o "desasociación", o por qué motivos se llegó a esa situación. El rechazo y "muerte social" comienza inmediatamente después de que se hace el anuncio. Se envía un formulario de notificación a la sucursal local y los registros de la expulsión se guardan en los archivos de la congregación. Ambos antecedentes se mantienen hasta por lo menos cinco años después de la reposición.
El incumplimiento de las instrucciones sobre el rechazo se considera en sí mismo un delito grave. Se dice que los miembros que continúan hablando o asociándose con una persona expulsada o desasociada están participando en sus "obras inicuas"  y pueden ser expulsados. Se hacen excepciones en algunos casos, como las relaciones comerciales y las situaciones domésticas de la familia inmediata. A fines de 2024,  una reinterpretación de la doctrina en base a las epístolas paulinas difundida en la edición de estudio de La Atalaya sugirió y recomendó a las congregaciones ampliar dichas excepciones en atención al ejercicio de la patria potestad y la responsabilidad parental, y a doctrinas fundamentales en las epístolas paulinas como el libre albedrío. Si el expulsado vive en el mismo hogar con otros familiares bautizados, no se discuten asuntos religiosos, con excepción de los menores, de cuya formación siguen siendo responsables los padres.  Los miembros de la familia expulsados fuera del hogar son rechazados.  Los miembros tienen instrucciones de protocolo estrictas de no saludar ni hacer cualquier tipo de contacto social hacia las personas rechazadas.   Las personas expulsadas pueden seguir asistiendo a las reuniones públicas que se llevan a cabo en el Salón del Reino, pero la congregación habitualmente las evita. 

#### Reinstalación
Las personas expulsadas pueden ser reincorporadas a la congregación si se considera que están arrepentidas de sus acciones y actitudes anteriores. Si una persona desasociada o expulsada solicita la reincorporación, un comité judicial (de preferencia utilizando el comité originalmente involucrado, si está disponible) busca determinar si la persona formalmente se ha arrepentido.  Tales individuos deberán demostrar que ya no practican la conducta por la cual fueron expulsados de la congregación, así como sometimiento a las normas del grupo.    Las personas expulsadas por acciones que ya no se consideran pecados graves no son readmitidas automáticamente. Asistir a las reuniones regularmente mientras se mantiene el mandato de "evitar al expulsado" es un requisito para su eventual reintegro.   Una vez que se toma la decisión de reincorporarse, se hace un breve anuncio a la congregación de que el individuo "es reincorporado como testigo de Jehová".
Se instruye a los ancianos a hacer un intento cada año para recordar a las personas expulsadas los pasos que pueden tomar para calificar para la reincorporación.  No se prescribe ningún período de tiempo específico antes de que esto pueda suceder; sin embargo, la Sociedad Watch Tower sugiere un período de "quizás muchos meses, un año o más".  Se imponen restricciones congregacionales a las personas reincorporadas. La participación en reuniones religiosas, incluidos los comentarios de la audiencia, inicialmente no están permitidas; tales "privilegios" pueden permitirse gradualmente con el tiempo si se considera de forma tangible que el individuo ha "progresado espiritualmente". Las personas reincorporadas pueden -a criterio de los ancianos de la congregación- no ser elegibles durante muchos años para servir en puestos de responsabilidad, como anciano, siervo ministerial o precursor.

## Publicadores no bautizados
Una persona no bautizada que haya sido previamente aprobada para participar en el ministerio formal de los testigos de Jehová, pero que posteriormente se comporte de una manera considerada inapropiada, puede perder privilegios, como comentar en las reuniones, recibir asignaciones o incluso acompañar a la congregación en el ministerio público. 
Si se considera que una persona no bautizada no se ha arrepentido de las acciones por las cuales los miembros bautizados podrían ser expulsados, se haría un anuncio de que la persona "ya no es formalmente un publicador de las buenas nuevas".  En décadas anteriores, era usual que se evitaba a tales personas, pero sin embargo ya no se imponen restricciones y prohibiciones formales a las personas no bautizadas dado que en casi todos los casos son personas que bajo el libre albedrío han ejercido su derecho a la libertad de conciencia y a la libertad de asociación de forma pacífica y no violenta, aunque en ocasiones se restringe cualquier tipo de contacto cuando existe una advertencia explícita de la congregación sobre cualquier no bautizado que efectivamente haya sido censurado y haya cometido una acción documentada que sería objeto de un procedimiento de expulsión si fuese formalmente un miembro bautizado y activo de la organización. Los ancianos pueden advertir en privado a las personas de la congregación si se considera que la persona no bautizada representa "una amenaza inusual".

## Visiones críticas desde la teología
La única forma de dejar oficialmente a los Testigos de Jehová es desvincularse o ser expulsado, y ambas implican el mismo conjunto de prohibiciones y sanciones, sin ninguna disposición para continuar la asociación normal. Los testigos de Jehová afirman que la expulsión es "un método documentado en las Escrituras para proteger a la congregación de la influencia de quienes practican fechorías graves". Los críticos sostienen que el proceso judicial en sí mismo, debido a su naturaleza privada y casi autónoma, contradice directamente principios rectores históricos de las corrientes cristianas presentes en la biblia como el libre albedrío y otras doctrinas históricas del cristianismo primitivo y las propias enseñanzas e ideología de la organización, y que dada su laxitud y a la forma disfuncional en cómo está estructurada la organización, puede ser utilizado de manera arbitraria si hay consenso entre unos pocos para abusar de su autoridad. .
Según Raymond Franz, una carta fechada el 1 de septiembre de 1980 del cuerpo gobernante a todos los superintendentes de circuito y de distrito les advirtió que un miembro que "simplemente no está de acuerdo de pensamiento con cualquiera de las enseñanzas de los Testigos de Jehová y de su cuerpo gobernante está cometiendo apostasía y es candidato a la expulsión ."  La carta establece que uno no tiene que "promover" diferentes doctrinas para ser apóstata, y agrega que los ancianos deben "discernir entre uno que es un apóstata problemático y un cristiano que se debilita en la fe y tiene dudas".

## Legalidad de las decisiones delcomité judicialy vulneración de derechos humanos fundamentales
Artículos principales: Derecho Canónico, Patria Protestad, Libertad de Asociación, Convenio de Estambul, CEDAW, Convención Internacional sobre los derechos de niños, niñas y adolescentes, Convención de Belém do Para
Las resoluciones de expulsión y excomunión por parte de los comités judiciales han sido objeto de debate en diversos litigios alrededor del mundo, y en consecuencia, han motivado un debate respecto de la ética del derecho canónico, y el ejercicio y viabilidad de la libertad de culto y la libertad de consciencia desde un enfoque de la preservación o vulneración de los derechos humanos fundamentales. Algunas vertientes defienden el legítimo derecho de las iglesias para ejercer la plena autonomía de tomar resoluciones en virtud del derecho a la libertad de asociación, a la libertad de consciencia y a la libertad de culto garantizada por ley, desconociendo u dejando de lado las secuelas sociales y externalidades negativas de este tipo de prácticas y sus implicancias desde la ética. 
Otras vertientes han tomado como referencia diversos fallos del tribunal europeo de derechos humanos emitidos en las décadas de 1990 y 2000 sobre la materia[cita requerida]. Casos emergentes en los últimos años han sido tomado muy en cuenta por las secuelas sociales, el daño moral y otras externalidades de este tipo de prácticas, entre ellas, el alto costo para el erario público en cuanto a la asistencia a las víctimas de este tipo de vulneraciones, la revicitimización de las víctimas de vulneraciones a causa de prácticas de torturas incluidas en los procedimientos de interrogatorio de los comités judiciales, el potencial encubrimiento de los comités judiciales a casos de abuso sexual graves o casos de violencia intrafamiliar,  las vulneraciones al derecho de familia, externalidades como la prevalencia de NNA y jóvenes en situación de calle procedentes de familias afiliadas a los testigos de Jehová, la alta prevalencia de suicidios en personas afiliadas al colectivo, las vulneraciones al derecho a la autonomía y a la autodeterminación, y las vulneraciones a los derechos humanos de mujeres, niños, niñas y adolescentes, así como también, otras dimensiones que se consideran como violaciones graves a los derechos humanos fundamentales y vulneraciones a lo establecido en tratados y convenciones como la CEDAW, el convenio de Estambul, la declaración de Belem do Para y la Convención Internacional de los derechos de niños, niñas y adolescentes. 

En el caso de junio de 1987 Paul v. Watchtower Bible and Tract Society of New York Inc, la Corte de Apelaciones del Noveno Circuito de los Estados Unidos confirmó el derecho de los Testigos a rechazar a aquellos que no viven de acuerdo con las normas y doctrinas del grupo, confirmando el fallo de un tribunal local. El tribunal declaró:
Evitar socialmente cualquier contacto con un individuo expulsado es una práctica en la que participan los testigos de Jehová conforme a su interpretación del texto canónico, y no somos libres de reinterpretar ese texto. . . . Encontramos que la práctica de la excomunión no constituye una amenaza suficiente para la paz, la seguridad o la moralidad de la comunidad como para justificar la intervención del estado. . . . Los tribunales generalmente no examinan de cerca la relación entre los miembros (o ex miembros) de una iglesia. Las iglesias tienen una gran libertad cuando imponen disciplina a los miembros o ex miembros. 
En una revisión del caso, el Law Quarterly de la Universidad de Washington de 1988 comentó:
La extensión del Noveno Circuito de la cláusula de libre ejercicio para incluir un privilegio contra la responsabilidad extracontractual es incorrecta. . . . En la mayoría de los casos de libre ejercicio decididos por la Corte Suprema, el gobierno ha actuado contra el grupo religioso, ya sea imponiendo sanciones penales por conducta religiosa o negando a los miembros algún beneficio debido a sus creencias religiosas. En Paul, sin embargo, el grupo religioso actuó como agresor, violando el derecho al bienestar emocional de la demandante. . . . La decisión de Paul es una desafortunada expansión de una doctrina destinada a proteger los derechos individuales.
El 31 de mayo de 2018, la Corte Suprema de Canadá emitió una decisión de 9 a 0 que decía que los tribunales en atención al derecho a la libre asociación y a la libertad de consciencia no tienen competencia para revisar las cuestiones particulares de membresía y asociación formal a una organización religiosa. “Al final, los grupos religiosos son libres de determinar su propia membresía y reglas; y en consecuencia, los tribunales no intervendrán en tales asuntos excepto cuando sea necesario para resolver una disputa legal subyacente”, escribió el juez Malcolm Rowe en la decisión. En 2021, Bélgica impuso una multa de 12 000 € a los testigos de Jehová por discriminación e incitación al odio contra las personas que voluntariamente abandonaron la religión. La multa fue inicialmente de 96.000 € antes de reducirse. Tras la apelación de los testigos de Jehová, el caso fue sobreseído.
En 2022, el Tribunal Supremo de Noruega sometió a revisión judicial un caso presentado por una exasociada que fue expulsada de la organización pese a que fue víctima de una violación sexual por parte de un miembro de la organización. La exasociada había apelado sin éxito ante el comité judicial de la congregación de su jurisdicción al considerar que la resolución de expulsión fue desproporcionada y no tomó en cuenta el hecho de que había sido víctima de violación, pero sin embargo, y tras la negativa del comité judicial, decidió emprender acciones judiciales en la justicia local, quien declaró acreditados los hechos de violencia sexual señalados por la víctima, y consecuentemente, declaró admisible la apelación en atención al convenio de Estambul y a lo fijado en la legislación noruega. Como consecuencia del litigio, y de las repercusiones públicas del caso en la opinión pública en Noruega, a los testigos de Jehová -en virtud de la doctrina jurídica del Convenio de Estambul-  se les negó la financiación estatal como comunidad religiosa conforme a las cláusulas fijadas en la ley de culto noruega. La sucursal en Noruega de los testigos de Jehová inició una contrademanda al Estado Noruego al considerar que los argumentos esgrimidos por el estado noruego son desproporcionados y constituyen una decisión arbitraria en comparación a otros hechos similares ocurridos en otros credos autorizados en Noruega. En diversas publicaciones de los Testigos de Jehová y videos de JW Broadcasting exhibidos tanto en sus reuniones y asambleas como en sus plataformas web, el litigio de la sucursal de Noruega con el Estado Noruego ha sido frecuentemente presentado y manipulado mediáticamente como una "situación de persecución política" y "una evidencia tangible del sistema dominado por satanás", en circunstancias de que la resolución del estado noruego acerca de la materia de ninguna manera restringe y obstruye el derecho de los asociados a los Testigos de Jehová en Noruega de ejercer el derecho a la libertad de culto conforme a lo fijado en la Constitución de Noruega, y al hecho tangible de que el propio estado noruego ha otorgado asilo político a testigos de Jehová rusos y ucranianos en el contexto del conflicto bélico entre ambos países y de la persecución religiosa y política en Rusia.
Hasta el día de hoy, el litigio entre la sucursal en Noruega de los testigos de Jehová y el estado Noruego sigue en desarrollo. 
En Países Bajos, un estudio de caso de 2020 desarrollado por la Universidad de Utrecht acerca de los casos acreditados de abuso eclesiástico en diversos credos en ese país y sus consecuencias en la salud mental encomendado por el gobierno de ese país  -que incluyeron observaciones y recomendaciones al estado neerlandés en relación con las eventuales vulneraciones a la legalidad derivadas de procedimientos de disciplina interna, y sus consecuencias, especialmente en mujeres, menores de edad y víctimas de abuso eclesiástico- derivó en que la sucursal de la organización en Países Bajos demandara al estado neerlandés y la Universidad de Utrecht. En dos de los tres litigios sobre la materia, la justicia de ese país desestimó las demandas invocando el legítimo interés público en transparentar estas problemáticas a la ciudadanía desde un enfoque de derechos humanos y desde la realidad de las víctimas de abuso eclesiástico, considerando además los casos de abusos acreditados de iure por el poder judicial de ese país. De acuerdo al estudio de caso de la Universidad de Utrecht de 2020, la mitad de 759 casos de abuso eclesiástico catastrados de víctimas provenientes de comunidades de testigos de Jehová en ese país involucraron incesto y otros delitos de violencia sexual, y en sólo una cuarta parte de estos casos catastrados, la víctima pudo denunciar los hechos por voluntad propia ante la autoridad policial.
En España, y como una consecuencia de una serie de incidencias así como de reportajes y testimonios de víctimas de abuso eclesiástico y exasociados publicados en diversos medios de comunicación y plataformas de redes sociales a partir del año 2019, la sucursal en España de los testigos de Jehová decidió emprender en 2021 acciones judiciales en contra de la Asociación Española de víctimas de los testigos de Jehová (AEVTJ), al considerar que las declaraciones de las víctimas constituyen hechos de injurias y calumnias y que la asociación de víctimas no está formalmente autorizada para utilizar la denominación "testigos de jehová" en atención a las leyes de propiedad industrial en España. La asociación española de víctimas de los testigos de Jehová afirma que los fundamentos esgrimidos por la sucursal en España de los testigos de Jehová, y el consecuente lawfare emprendido por los testigos de Jehová en contra de la asociación y de las víctimas, constituyen una vulneración grave a la libertad de expresión y la libertad de prensa, así como un acto de obstruccionismo legítimo al derecho de las víctimas y al derecho a la información sobre materias de interés público por parte de la población española así como una vulneración grave de lo señalado en diversos cuerpos legales como la Constitución Española, la CEDAW y la Convención Internacional de los Derechos de niños, niñas y adolescentes al obstruir la visibilización de problemáticas existentes en la sociedad española y que constituyen en consecuencia una cifra gris y desconocida de casos de abuso eclesiástico en credos distintos de la iglesia católica en España. En respuesta a lo anterior, diversos insertos publicados en medios españoles a fines de 2022 por parte de la sucursal de los testigos de Jehová en España señalaron que las acusaciones señaladas por la AEVTH son falsas y carecen de fundamento. A fecha de hoy, los litigios entre la sucursal de los testigos de Jehová en España y los exasociados en España siguen pendientes de resolución.
Las Comisiones nacionales sobre el abuso eclesiástico alrededor del mundo como las realizadas en Japón y en Australia han señalado y advertido sobre las eventuales vulneraciones a la legalidad derivadas de procedimientos de disciplina interna. En Japón, y tras una serie de hechos y controversias posteriores al sangriento atentado en contra del líder y político japonés Shinzo Abe y denuncias de víctimas de abuso eclesiástico de ese país, el gobierno japonés revisó a partir de 2022 a través de una comisión sobre la materia acerca de la situación de los credos religiosos y el ejercicio de la libertad religiosa y sus implicaciones en la salud pública en Japón, entre ellos, el cuestionado movimiento Soka Gakkai y la sucursal en Japón de los testigos de Jehová. Se concluyó que las prácticas de disciplina de la organización y del comité judicial de los testigos de Jehová existentes desde la década de 1950 como las resoluciones de excomunión a padres y a menores de edad por acciones habituales de menores de edad o la permisividad a prácticas de violencia física a menores de edad constituían vulneraciones graves a los derechos de la infancia, y, al mismo tiempo, una vulneración grave al derecho a la salud. En Australia, la real comisión australiana sobre abuso eclesiástico señaló en 2015 con base en casos documentados y al testimonio de asociados y exasociados que las prácticas de disciplina interna como las ejercidas por los comités judiciales fueron un mecanismo de encubrimiento para más de mil casos de abusos sexuales ocurridos entre las décadas de 1950 a 2010, así como diversas vulneraciones y delitos documentados.